# 甄克斯
甄克斯（Edward Jenks   1861年2月20日–1939年）英国法学家、作家。其作品《政治史》（A History of Politics）被中国作家严复翻译为《社会通诠》。